# Martaza, Cetatea Albă
Martaza (în ucraineană Рибальське, transliterat: Rîbalske) este un sat în comuna Divizia din raionul Cetatea Albă, regiunea Odesa, Ucraina. Are 604 locuitori, preponderent ucraineni.
Satul este situat la o altitudine de 4 metri, în partea centrală a raionului Tatarbunar, pe malul nordic al Lacului Martaza. El se află la o distanță de 25 km sud-est de centrul raional Tatarbunar.
Până în anul 1947 satul a purtat denumirea oficială de Martaza, în acel an el fiind redenumit Ribalske. De această comună depinde administrativ satul Balabanca.

## Istoric
Prin Tratatul de pace de la București, semnat pe 16/28 mai 1812, între Imperiul Rus și Imperiul Otoman, la încheierea războiului ruso-turc din 1806 – 1812, Rusia a ocupat teritoriul de est al Moldovei dintre Prut și Nistru, pe care l-a alăturat Ținutului Hotin și Basarabiei/Bugeacului luate de la turci, denumind ansamblul Basarabia (în 1813) și transformându-l într-o gubernie împărțită în zece ținuturi (Hotin, Soroca, Bălți, Orhei, Lăpușna, Tighina, Cahul, Bolgrad, Chilia și Cetatea Albă, capitala guberniei fiind stabilită la Chișinău).
În urma Tratatului de la Paris din 1856, care încheia Războiul Crimeii (1853-1856), Rusia a retrocedat Moldovei o fâșie de pământ din sud-vestul Basarabiei (cunoscută sub denumirea de Cahul, Bolgrad și Ismail). În urma acestei pierderi teritoriale, Rusia nu a mai avut acces la gurile Dunării. În urma Unirii Moldovei cu Țara Românească din 1859, acest teritoriu a intrat în componența noului stat România (numit până în 1866 "Principatele Unite ale Valahiei și Moldovei").
Satul Martaza a fost fondat în anii '60 ai secolului al XIX-lea de către țărani coloniști din guberniile rusești Herson și Taurida. Mai târziu, în sat s-au stabilit și țărani fără pământ din Basarabia. În urma Tratatului de pace de la Berlin din 1878, România a fost constrânsă să cedeze Rusiei sudul Basarabiei.
În perioada de până la primul război mondial, s-au intensificat nemulțumirile țăranilor săraci cauzate de lipsa pământului. În ianuarie 1918, activiștii bolșevici au preluat conducerea în sat proclamând puterea sovietică. Intervenția armatei române a dus la înăbușirea rebeliunii bolșevice și la pacificarea localității.
După Unirea Basarabiei cu România la 27 martie 1918, satul Martaza a făcut parte din componența României, în Plasa Tatar-Bunar a județului Cetatea Albă. Pe atunci, majoritatea populației era formată din ucraineni. La recensământul din 1930, s-a constatat că din cei 937 locuitori din sat, 882 erau ucraineni (94.13%), 42 români (4.48%), 10 ruși (1.07%), 2 bulgari și 1 polonez.
În perioada interbelică, satul s-a aflat în aria de interes a activiștilor bolșevici din URSS, aici existând un comitet revoluționar clandestin. Mai mulți săteni au participat la Răscoala de la Tatarbunar din septembrie 1924, organizată de bolșevicii din URSS. După înăbușirea revoltei, au fost arestați 12 săteni. În 1935, 15 țărani s-au aflat pe lista întocmită de poliție cu persoanele suspectate de propagandă comunistă.
Ca urmare a Pactului Ribbentrop-Molotov (1939), Basarabia, Bucovina de Nord și Ținutul Herța au fost anexate de către URSS la 28 iunie 1940. După ce Basarabia a fost ocupată de sovietici, Stalin a dezmembrat-o în trei părți. Astfel, la 2 august 1940, a fost înființată RSS Moldovenească, iar părțile de sud (județele românești Cetatea Albă și Ismail) și de nord (județul Hotin) ale Basarabiei, precum și nordul Bucovinei și Ținutul Herța au fost alipite RSS Ucrainene. La 7 august 1940, a fost creată regiunea Ismail, formată din teritoriile aflate în sudul Basarabiei și care au fost alipite RSS Ucrainene . În ianuarie 1941 a fost înființat primul colhoz.
În perioada 1941-1944, toate teritoriile anexate anterior de URSS au reintrat în componența României. Apoi, cele trei teritorii au fost reocupate de către URSS în anul 1944 și integrate în componența RSS Ucrainene, conform organizării teritoriale făcute de Stalin după anexarea din 1940, când Basarabia a fost ruptă în trei părți. Un număr de 207 localnici au luptat în cel de-al doilea război mondial, 123 dintre ei murind pe front.
În anul 1947, autoritățile sovietice au schimbat denumirea oficială a satului din cea de Martaza în cea de Ribalske. În anul 1954, Regiunea Ismail a fost desființată, iar localitățile componente au fost incluse în Regiunea Odesa.
Începând din anul 1991, satul Martaza face parte din raionul Tatarbunar al regiunii Odesa din cadrul Ucrainei independente. În prezent, satul are 604 locuitori, preponderent ucraineni.

## Demografie
Componența lingvistică a localității Rîbalske
     Ucraineană (98,84%)
     Bulgară (1,16%)
Conform recensământului din 2001, majoritatea populației localității Rîbalske era vorbitoare de ucraineană (98,84%), existând în minoritate și vorbitori de bulgară (1,16%).
1930: 937 (recensământ) 
2001: 604 (recensământ)

## Economie
Locuitorii satului Martaza se ocupă în principal cu agricultura. În localitate funcționează o fabrică de cherestea și un magazin de țiglă.

## Obiective turistice
- Monumentul lui V.I. Lenin
- Monumentul eroilor sovietici din Marele Război pentru Apărarea Patriei